# Accord de libre-échange entre le Chili et le Pérou
L'accord de libre-échange entre le Chili et le Pérou est un accord de libre-échange signé le 22 août 2006 et mis en application le 2 mars 2009. Il remplace un autre accord économique entre les deux pays signé en 1998. L'accord met en place une réduction des droits de douane de manière graduelle sur 15 ans sur près de 90 % des produits et de la valeur des échanges,. 